# Försvarsmaktens IP-nät
Försvarsmaktens IP-nät (förkortas FM IP-nät eller FM IP), är ett datornätverk som utnyttjar internetprotokoll (IP) och som används av Försvarsmakten. Trafiken i FM IP-nät är krypterad och nätet är fysiskt avskilt från Internet, med egna routrar, förutom vid ett fåtal punkter som skyddas av brandväggar som kallas Färist. 2007 var FM IP-nät baserat på IPv6 och Färist baserad FreeBSD.

## Historik
Beslutet att bygga upp Försvarsmaktens IP-nät togs 1995. Utbyggnaden skedde till stor del vid existerande anläggningar för Försvarets telenät (FTN).